# Magnus von Braun
Magnus Maximilian ("Mac") Freiherr von Braun (Greifswald, 10 de maio de 1919 – Phoenix (Arizona), 21 de junho de 2003) foi um engenheiro químico alemão. Foi aviador da Luftwaffe e engenheiro aeroespacial em Peenemünde e em Mittelwerk, e após imigrar para os Estados Unidos via Operação Paperclip, trabalhou em Fort Bliss. Irmão de Wernher von Braun.

## Biografia
Magnus nasceu em Greifswald na Pomerânia, filho de Magnus Freiherr von Braun e Emmy von Quistorp. Completou seus estudos básicos na "Hermann Lietz-Schule" em Spiekeroog. Em 1937, ele iniciou os estudos na Universidade Técnica de Munique, onde parmaneceu depois de receber o título de graduação em química orgânica e se tornou assistente do vencedor do prêmio Nobel, Hans Fischer.
Em Julho de 1943, Magnus foi trabalhar no Centro de Pesquisas do Exército de Peenemünde por solicitação do irmão Wernher von Braun. Em Março de 1944, junto com o irmão, Klaus Riedel, Helmut Gröttrup e Hannes Lüersen foram presos pela Gestapo mas depois liberados.
Depois deste episódio, ele foi transferido para a fábrica Mittelwerk, onde ficou responsável pela produção do sistema de giroscópios, servomotores e turbobombas.
Logo após a evacuação de Nordhausen, Magnus estava em Weilheim quando seu irmão chegou vindo de Oberammergau em 14 de Abril de 1945. Depois de receber a notícia da morte de Hitler, na manhã de 2 de Maio de 1945, Wernher anunciou ao seu grupo que Magnus (que falava inglês) havia saído de bicicleta com o objetivo de estabelecer contato com as forças Norte americanas em Reutte (hoje Áustria). O encontro e rendição do grupo ao exército Norte americano ocorreu na tarde daquele mesmo dia. No dia seguinte eles foram transferidos para Peiting e de lá, para Garmisch-Partenkirchen, em 8 de Maio.

## Pós Guerra
Como resultado da "Operação Paperclip", Magnus chegou a Nova Iorque em 16 de Novembro de 1945 a bordo do SS Argentina e foi imediatamente transferido para Fort Bliss, Texas e mais tarde para o Redstone Arsenal em Huntsville (Alabama). Magnus foi interrogado como possível testemunha dos crimes ocorridos em Mittelwerk
Em 1955, ele iniciou uma carreira na Chrysler, primeiro na divisão de mísseis, depois na divisão automobilística. Depois de viver em Michigan por algum tempo, ele foi realocado no Reino Unido, tendo trabalhado em Londres e Coventry como diretor de exportação da Chrysler para o Reino Unido. Ele se aposentou em 1975 e retornou para os Estados Unidos, onde residiu no Arizona até sua morte.